# Praszka (gmina)
Praszka est une gmina mixte du powiat de Olesno, Opole, dans le sud-ouest de la Pologne. Son siège est la ville de Praszka, qui se situe environ 20 km au nord d'Olesno et 56 km au nord-est de la capitale régionale Opole.
La gmina couvre une superficie de 102,8 km2 pour une population de 13 876 habitants.

## Géographie
Outre la ville de Praszka, la gmina inclut les villages d'Aleksandrów, Brzeziny, Gana, Kowale, Kozioł, Kuźniczka, Lachowskie, Marki, Prosna, Przedmość, Rosochy, Rozterk, Skotnica, Sołtysy, Strojec, Szyszków, Tokary, Wierzbie et Wygiełdów.
La gmina borde les gminy de Gorzów Śląski, Mokrsko, Pątnów, Radłów, Rudniki et Skomlin.